# Bilszowyk Zaporoże
Bilszowyk Zaporoże (ukr. Футбольний клуб «Більшовик» (Запоріжжя), Futbolnyj Kłub „Bilszowyk” (Zaporiżżia)) – radziecki klub piłkarski, mający siedzibę w mieście Zaporoże, w południowo-wschodniej części kraju, działający w latach 1945–1948.

## Historia
Chronologia nazw:
- 1945: Bilszowyk Zaporoże (ukr. ФК «Більшовик» (Запоріжжя))
- 1948: klub rozwiązano – po fuzji z Łokomotyw Zaporoże

Klub piłkarski Bilszowyk Zaporoże został założony w miejscowości Zaporoże w 1945 roku. W 1946 zespół wygrał mistrzostwo oraz puchar obwodu zaporoskiego. Po sukcesach, w 1946 roku startował w mistrzostwach ZSRR na trzecim poziomie krajowym, wygrywając najpierw grupę południową Ukraińskiej SRR, a potem zajmując czwarte miejsce w finale Ukraińskiej SRR Trietiej Gruppy Mistrzostw ZSRR. W następnym 1947 roku po reorganizacji systemu rozgrywek został promowany do Wtoroj Gruppy (D2). W strefie Ukraińskiej SRR zajął przedostatnie 12.miejsce. Na początku 1948 w celu wzmocnienia klub połączył się z miejscowym rywalem Łokomotyw Zaporoże, który zajął miejsce Bilszowyka w rozgrywkach drugiego poziomu Mistrzostw ZSRR.

## Barwy klubowe, strój
|  |  |

Klub ma barwy czerwono-białe. Strój jest nieznany.

## Sukcesy

### Trofea międzynarodowe
Nie uczestniczył w rozgrywkach europejskich (stan na 31-05-2020).

### Trofea krajowe
| \| \| Zdobyte trofea w rozgrywkach Związku Radzieckiego (stan na: 31-12-1992) \| |                                                                         |      |                             |
| Rozgrywki                                                                        | Osiągnięcie                                                             | Razy | Sezon(y)                    |
| Mistrzostwo                                                                      | I miejsce                                                               | 0    |                             |
| Mistrzostwo                                                                      | II miejsce                                                              | 0    |                             |
| Mistrzostwo                                                                      | III miejsce                                                             | 0    |                             |
| Puchar                                                                           | zdobywca                                                                | 0    |                             |
| Puchar                                                                           | finalista                                                               | 0    |                             |
| Puchar                                                                           | 1/64 finału                                                             | 1    | 1947                        |
| II liga                                                                          | I miejsce                                                               | 0    |                             |
| II liga                                                                          | II miejsce                                                              | 0    |                             |
| II liga                                                                          | III miejsce                                                             | 0    |                             |
| II liga                                                                          | 12.miejsce                                                              | 1    | 1947 (zona Ukraińskiej SRR) |
|                                                                                  | Zdobyte trofea w rozgrywkach Związku Radzieckiego (stan na: 31-12-1992) |      |                             |

- Trietja Gruppa (D3):
  - 4.miejsce (1x): 1946 (finał Ukraińskiej SRR)

- Mistrzostwo obwodu zaporoskiego:
  - mistrz (1x): 1946

- Puchar obwodu zaporoskiego:
  - zdobywca (2x): 1946, 1947

## Poszczególne sezony

### Rozgrywki międzynarodowe

#### Europejskie puchary
Nie uczestniczył w rozgrywkach europejskich.

### Rozgrywki krajowe
| \| \| Bilans występów klubu w rozgrywkach piłkarskich Związku Radzieckiego (Stan na 31 grudnia 1992 r.) \| |                                                                                                   |        |       |   |   |   |    |    |     |      |        |        |      |
| Poziom | Rozgrywki                                                                                         | Sezony | Mecze | Z | R | P | B+ | B– | Pkt | Lata | Awanse | Spadki | Naj. |
| I | Wysszaja liga                                                                                     | 0      |       |   |   |   |    |    |     |      | 0      | 0      |      |
| II | Wtoraja gruppa                                                                                    | 1      |       |   |   |   |    |    |     | 1947 | 0      | 0      | 12   |
| III | Trietja gruppa                                                                                    | 1      |       |   |   |   |    |    |     | 1946 | 1      | 0      | 4    |
| IV | Gruppa G                                                                                          | 0      |       |   |   |   |    |    |     |      |        |        |      |
| V | Gruppa D                                                                                          | 0      |       |   |   |   |    |    |     |      |        |        |      |
| | Puchar ZSRR                                                                                       | 1      |       |   |   |   |    |    |     | 1947 | 0      | 0      | 1/64 |
| | Bilans występów klubu w rozgrywkach piłkarskich Związku Radzieckiego (Stan na 31 grudnia 1992 r.) |        |       |   |   |   |    |    |     |      |        |        |      |

## Struktura klubu

### Stadion
Klub piłkarski rozgrywał swoje mecze domowe na stadionie Bilszowyk w Zaporożu o pojemności 10000 widzów.

## Kibice i rywalizacja z innymi klubami

### Derby
- Łokomotyw Zaporoże